# Schauspielhaus

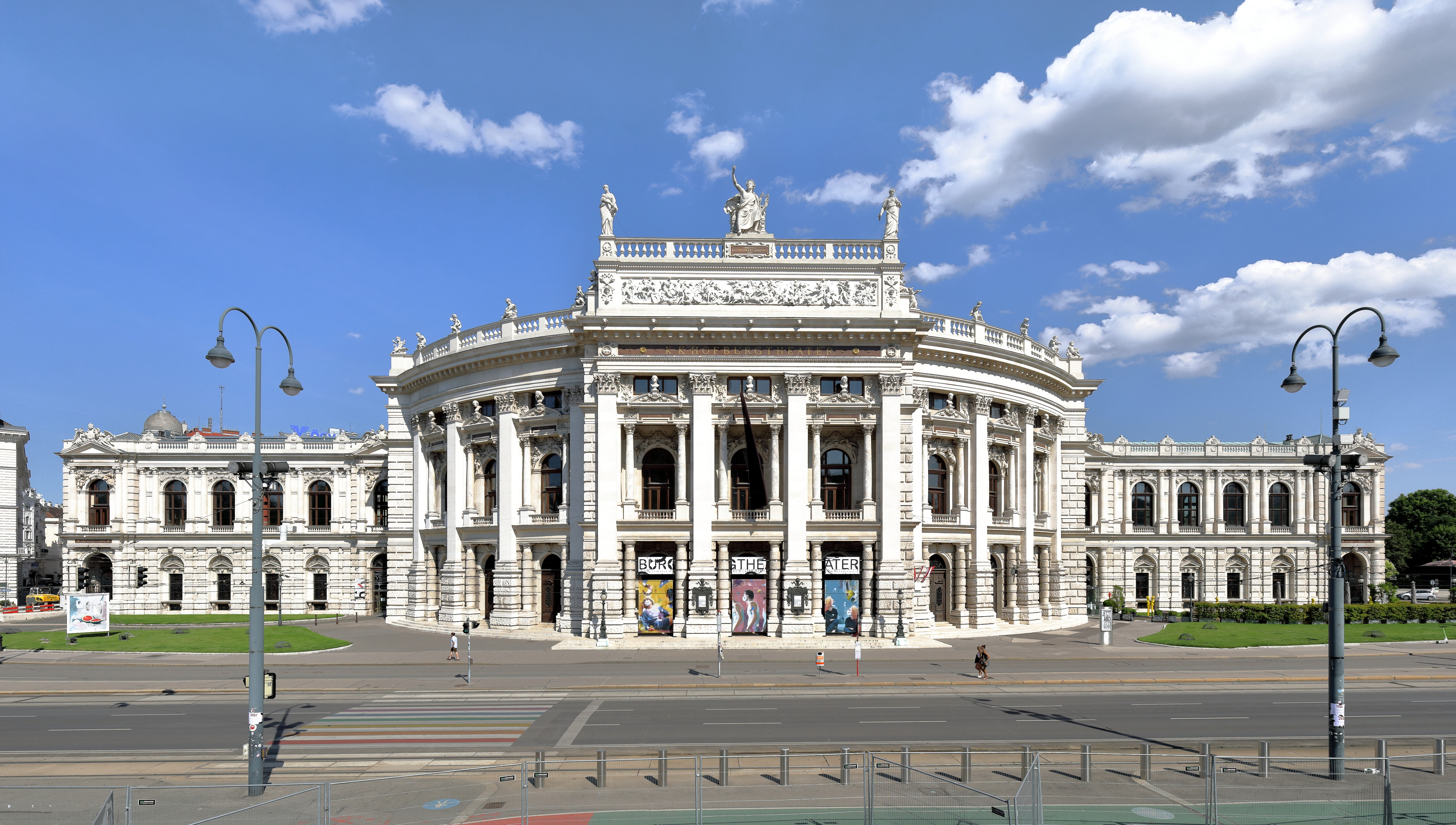
Burgtheater Wien, größtes Schauspielhaus des deutschsprachigen Raums

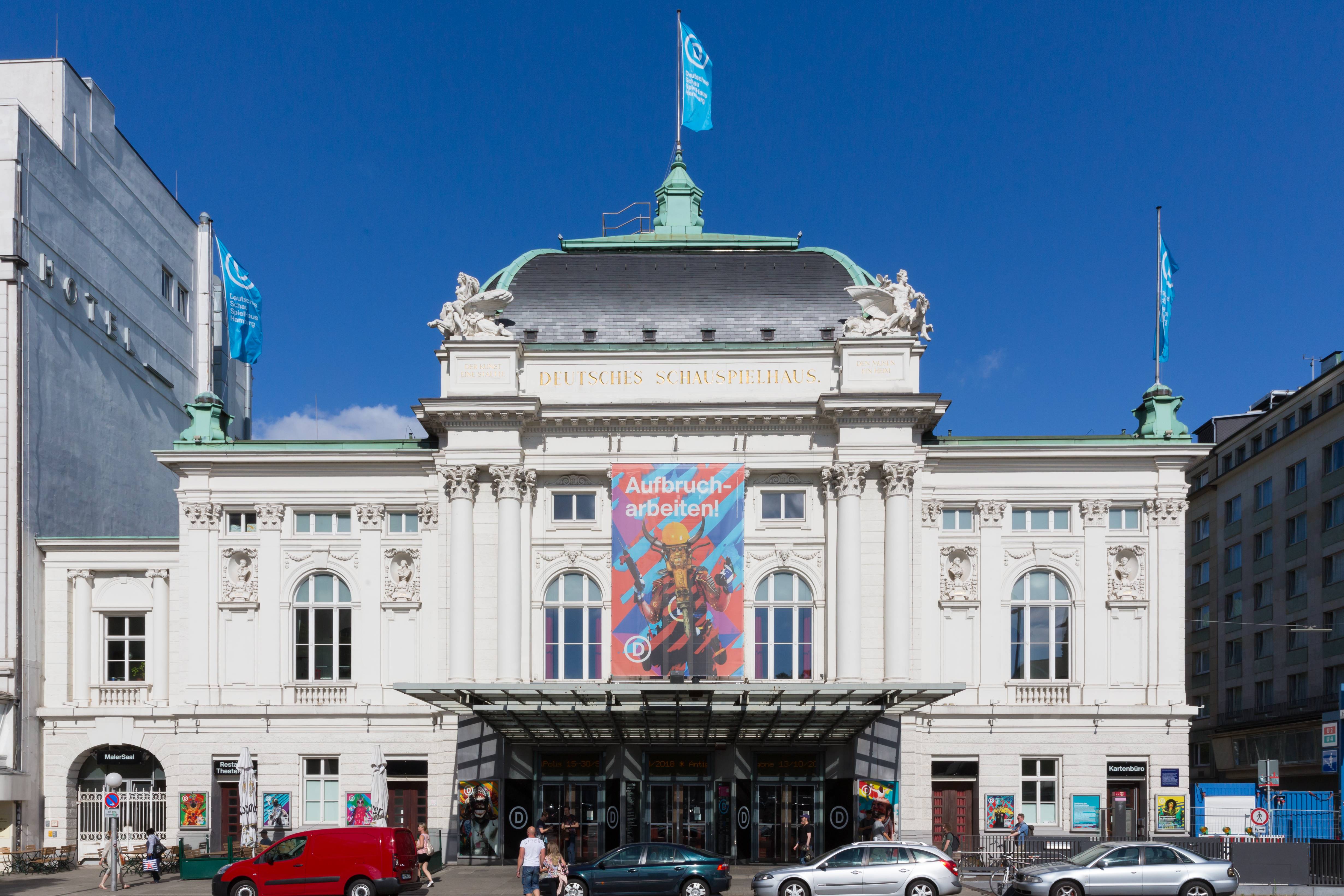
Deutsches Schauspielhaus Hamburg, größtes Schauspielhaus Deutschlands

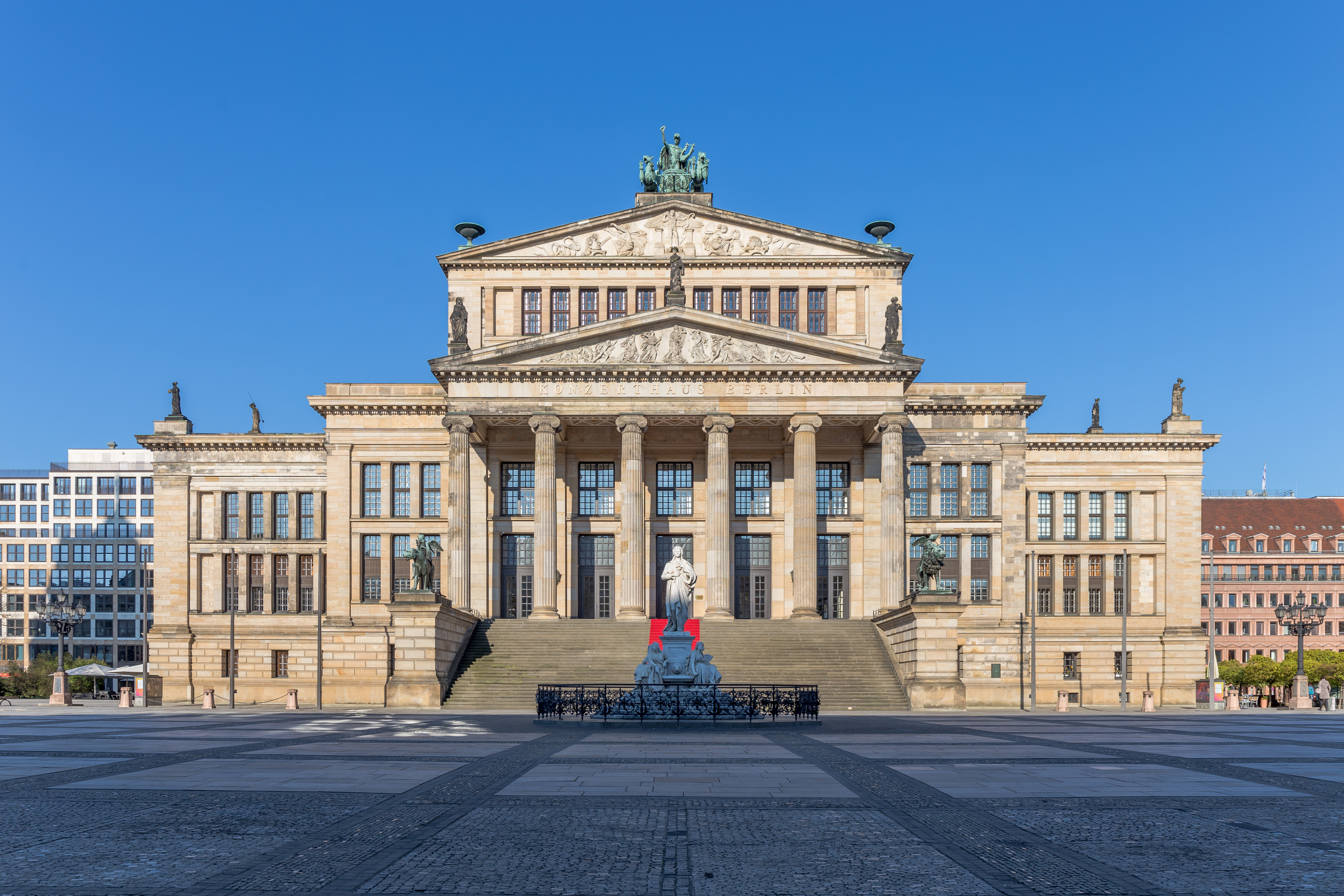
Schauspielhaus Berlin, seit 1984 als Konzerthaus genutzt

Ein Schauspielhaus ist ein Theatergebäude, das hauptsächlich zur Aufführung von Schauspielen, also Sprechtheater, genutzt wird. Die Bezeichnung Schauspielhaus wird oft auch für den darin tätigen Theaterbetrieb (im institutionellen Sinn) verwendet. Dies gilt insbesondere für Theater, die ausschließlich Schauspiel anbieten und keine Musiktheater- oder Tanzsparte besitzen. Schauspielhaus in diesem Sinn ist oft ein Betrieb mit mehreren Spielstätten, bezieht sich also nicht auf ein bestimmtes Gebäude.
Bekannte eigenständige Theater im deutschen Sprachraum, die als „Schauspielhaus“ bezeichnet werden, waren bzw. sind:
- Berlin: Schauspielhaus Berlin, Großes Schauspielhaus, Neues Schauspielhaus (Berlin-Schöneberg)
- Bochum: Schauspielhaus Bochum
- Chemnitz: Schauspielhaus Chemnitz
- Dortmund: Spielstätte Schauspielhaus der Theater Dortmund
- Dresden: Spielstätte Schauspielhaus des Staatsschauspiels Dresden
- Düsseldorf: Düsseldorfer Schauspielhaus
- Erfurt: Schauspielhaus (Erfurt)
- Essen: Grillo-Theater (das umgebaute frühere Stadttheater)
- Frankfurt am Main: Schauspielhaus (Frankfurt)
- Graz: Schauspielhaus Graz
- Hamburg: Deutsches Schauspielhaus
- Hannover: Schauspielhaus Hannover
- Köln: Schauspiel Köln
- Königsberg (Preußen): Neues Schauspielhaus (bis 1945)
- Leipzig: Schauspielhaus Leipzig
- München: Münchner Schauspielhaus (bis 1925)
- München: Münchner Kammerspiele – Schauspielhaus München (ab 1926)
- Neubrandenburg: Schauspielhaus Neubrandenburg
- Potsdam: Königliches Schauspielhaus (Potsdam)
- Salzburg: Schauspielhaus Salzburg (früher Elisabethbühne)
- Stuttgart: Altes Schauspielhaus Stuttgart, ferner auch das Kleine Haus in Stuttgart
- Wien: Schauspielhaus Wien, ferner auch Burgtheater, Akademietheater, Theater in der Josefstadt und Volkstheater (Wien)
- Wuppertal: Schauspielhaus Wuppertal (bis 2013)
- Zürich: Schauspielhaus Zürich

Darüber hinaus wird die Spielstätte des Schauspiels in vielen deutschsprachigen kommunalen und staatlichen Mehrspartentheatern als Schauspielhaus (oft auch Kleines Haus) im Gegensatz zum Opernhaus (oft auch Großes Haus) bezeichnet. Schauspielhaus bezeichnet in diesem Zusammenhang oft auch den für das Schauspiel genutzten Theaterraum in einem Theatergebäude, das zwei oder mehr Theaterräume aufweist.
Das Schauspielhaus am Gendarmenmarkt in Berlin wird seit 1984 als Konzerthaus Berlin betrieben. Das 1919 eröffnete Berliner Große Schauspielhaus in der Nähe des Schiffbauerdamms wurde 1933 in Theater des Volkes umbenannt, ab 1947 als Friedrichstadtpalast betrieben und 1985 abgerissen.